# Psaliodes mediata
Psaliodes mediata là một loài bướm đêm trong họ Geometridae.